# Marruecos en los Juegos Olímpicos de Vancouver 2010
Marruecos estuvo representado en los Juegos Olímpicos de Vancouver 2010 por un deportista masculino que compitió en esquí alpino.
El portador de la bandera en la ceremonia de apertura fue el esquiador alpino Samir Azimani. El equipo olímpico marroquí no obtuvo ninguna medalla en estos Juegos.